# Strada provinciale 2 Via delle Budrie
La strada provinciale 2 Via delle Budrie è una strada provinciale italiana della città metropolitana di Bologna.

## Percorso
Nel centro di San Giovanni in Persiceto si stacca dalla ex strada statale 568 di Crevalcore. Uscita dalla cittadina punta verso sud ed incrocia così la Tangenziale di San Giovanni in Persiceto. Successivamente attraversa la frazione Le Budrie da cui trae il nome. Nel comune di Anzola dell'Emilia, dopo aver attraversato il Samoggia, termina nella Via Emilia presso Ponte Samoggia.